# Ilha Wiener Neustadt
A ilha Wiener Neustadt (em russo:  Остров Винер-Нёйштадт, Ostrov Viner-Neyshtadt) é uma ilha do arquipélago da Terra de Francisco José, no mar de Barents, no Ártico russo.
A ilha Wiener Neustadt tem uma forma aproximadamente circular, e a sua área é de 237 km² e praticamente está coberta por glaciares. O ponto mais alto chega a 620 m de altitude e é o mais alto da Terra de Francisco José.
Wiener Neustadt integra a Terra de Zichy, subgrupo do arquipélago principal, e está separada da ilha Ziegler e ilha Salisbury pelo estreito denominado Collinson Sound (Proliv Kollinsona).

## Imagem de satélite

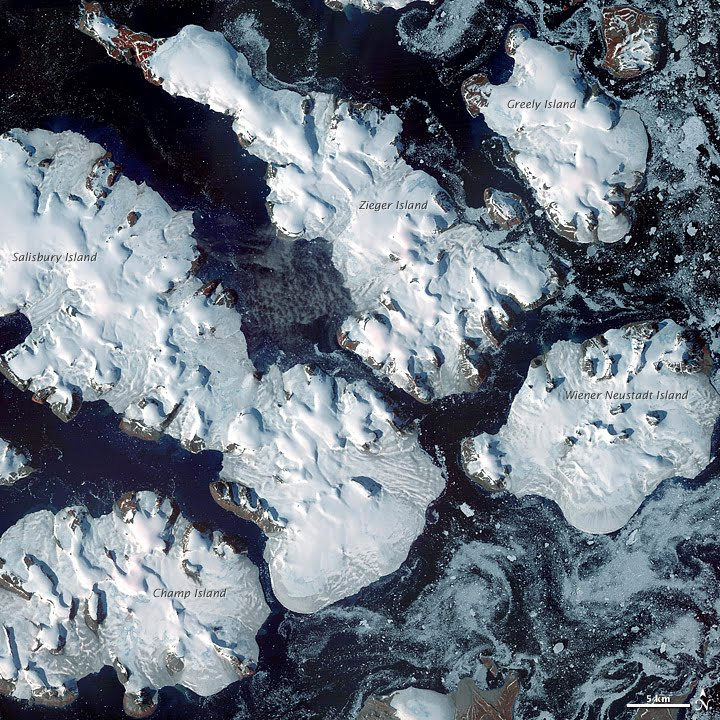
Várias ilhas da Terra de Francisco José